# Rolf Kailuweit
Rolf Kailuweit (* 27. November 1965 in Berlin) ist ein deutscher Romanist.

## Leben
Von 1984 bis 1991 studierte er Rechtswissenschaft, Romanistik und Philosophie an der FU Berlin und der Universität Barcelona. Von 1991 bis 1993 absolvierte er ein Postgraduiertenstudium und Vorbereitung der Dissertation an der Universitat de Barcelona. Von 1993 bis 1994 war er wissenschaftlicher Mitarbeiter (Arbeitsbereich: Jens Lüdtke) am Institut für Romanische Philologie der FU Berlin. Von 1994 bis 2004 war er wissenschaftlicher Mitarbeiter, Assistent und Oberassistent (Arbeitsbereich Prof. Jens Lüdtke) am Romanischen Seminar der Universität Heidelberg. Nach der Promotion 1996 am Institut für Romanische Philologie der FU Berlin mit der Arbeit Vom EIGENEN SPRECHEN – eine Geschichte der spanisch-katalanischen Diglossie (1759–1859) und der Habilitation 2003 an der Neuphilologischen Fakultät in Heidelberg mit der Arbeit Linking. Zum Verhältnis von Syntax und Semantik französischer und italienischer Gefühlsverben vertrat er von 2003 bis 2004 eine C4-Professur für Romanische Sprachwissenschaft an der RWTH Aachen. Von 2004 bis 2017 lehrte er als C3-Professor (seit 2006 W3-Professur) für Romanische Sprach- und Medienwissenschaft am Romanischen Seminar der Universität Freiburg im Breisgau. Im Februar 2006 wurde die C3-Professur für Romanische Sprach- und Medienwissenschaft am Romanischen Seminar der Universität Freiburg im Breisgau in eine W3-Professur nach Ablehnung eines Rufes an die Universität Rostock umgewandelt. Von 2007 bis 2008 forschte er in Argentinien, Chile, Uruguay und Brasilien (Forschungssemester). Im Oktober 2009 wurde er zum korrespondierenden Mitglied der Academia Porteña del Lunfardo ernannt. Seit Oktober 2017 hat er die W3-Professur für Romanistische Sprachwissenschaft (Spanisch und Französisch) an der Universität Düsseldorf inne.

## Schriften (Auswahl)
- Vom eigenen Sprechen. Eine Geschichte der spanisch-katalanischen Diglossie in Katalonien (1759–1859). Frankfurt am Main 1997, ISBN 3-631-32385-9.
- Linking. Syntax und Semantik französischer und italienischer Gefühlsverben. Tübingen 2005, ISBN 3-484-30493-6.
- als Herausgeber mit Stefan Pfänder: Franko-Media. Aufriss einer französischen Sprach- und Medienwissenschaft. Berlin 2009, ISBN 978-3-8305-1639-2.
- als Herausgeber mit Stefan Pfänder und Dirk Vetter: Migration und Transkription – Frankreich, Europa, Lateinamerika. Berlin 2010, ISBN 978-3-8305-1877-8.

## Belege
1. ↑  https://www.frias.uni-freiburg.de/de/das-institut/archiv-frias/school-of-lili/fellows/kailuweit_lili

| Personendaten    | Personendaten      |
| ---------------- | ------------------ |
| NAME             | Kailuweit, Rolf    |
| KURZBESCHREIBUNG | deutscher Romanist |
| GEBURTSDATUM     | 27. November 1965  |
| GEBURTSORT       | Berlin             |